# Stari Ras
Stari Ras (en cirílico serbio: Стари Рас; «antiguo Ras»), conocida en una época como Ras, fue una ciudad fronteriza búlgara que más tarde se convertiría en una de las primeras capitales del estado medieval serbio de Raška, y la más importante durante un largo período. Ubicada en lo que hoy es la región de Raška o Sandžak (nombre turco) de Serbia, la ciudad estaba justo en el centro del estado medieval temprano que comenzó a extenderse en todas direcciones. Fue fundado entre los siglos IX y X y quedó deshabitada en algún momento del siglo XIII. Su posición favorable en la región conocida por Serbia Antigua, junto con la garganta de Raška, en el cruce de caminos entre el mar Adriático y el estado de Zeta, Bosnia al oeste y Kosovo al este incrementaron su importancia como ciudad. Hay un impresionante grupo de monumentos medievales consistente en fortalezas, iglesias y monasterios. 
El monasterio de Sopoćani es un recordatorio de contactos entre el mundo occidental y el bizantino. Hoy la ciudad son unas ruinas no cerradas ni protegidas cerca de la ciudad de Novi Pazar, que probablemente comenzó su propia vida como un enclave comercial de Ras. Sin embargo, hay planes para la reconstrucción futura del lugar. El lugar de Stari Ras, en combinación con el cercano monasterio de Sopoćani, ya es un lugar Patrimonio de la Humanidad de la Unesco y el monasterio de Stari Ras (siglo XII) está siendo reconstruido y también puede ser incluida en la lista de la Unesco. Stari Ras y Sopoćani no distan mucho de otro lugar del Patrimonio de la Humanidad en Serbia, el magnífico monasterio medieval e iglesias de Studenica.